# Flugplatz Düsseldorf-Mönchengladbach
Flugplatz Düsseldorf-Mönchengladbach, også benævnt Verkehrslandeplatz Mönchengladbach, Düsseldorf-Mönchengladbach Airport (IATA: MGL, ICAO: EDLN), er en regional lufthavn 30 km vest for Düsseldorf, 4.4 km nordøst for Mönchengladbach, i delstaten Nordrhein-Westfalen, Tyskland.

## Historie
Området hvor lufthavnen ligger på, har allerede siden 1945 været brugt til forskellige formål. I 5 år blev stedet brugt som losseplads hvor man gravede affaldet ned i jorden. Da græsset igen havde fået lov til at gro, begyndte man at bruge stedet til at flyve med modelfly, ligesom det flere gange blev benyttet som landingsplads for faldskærmsudspringere. Specielt i weekenderne var der livlig aktivitet.
Det var først i 1955 at man etablerede en decideret flyveplads på stedet. Den var beregnet til svævefly og havde kun en afmærket græsbane. Den blev indviet som "Mönchengladbach Segelflugplatz". 2 år senere byggede man en hangar. Efterfølgende kom der både tårn og passagerer faciliteter. Den nuværende bane på 1.200 meter begyndte man opførslen af 1970 og blev indviet i 1973.

### 1994 og frem
Omkring nytår 1993/94 overtog selskabet bag Flughafen Düsseldorf International 70 procent af aktierne i det selskab der stod bagved lufthavnen i Mönchengladbach. Da der kun er 25 km imellem de 2 lufthavne, var idéen at lade den lille lufthavn overtage noget af den regionale trafik med mindre fly. På grund af landingsbanens 1.200 meter, kan kun mindre passagerfly lande her.
Den 1. april 1996 åbnede den første rute fra Mönchengladbach. I 1998 eksploderede passagerantallet til 224.000. På grund af en brand i Düsseldorf blev en stor del af trafikken derfra omdirigeret til Mönchengladbach de efterfølgende 10 dage, og var på den måde med til at slå passagerrekorden som består endnu.
I de efterfølgende år kom der en betydelig tilbagegang i antallet af flyafgange og passagerer. Skylden til dette var både konkurser blandt flyselskaberne, ligesom en del ruter blev flyttet til nogle af de mange andre og mere større lufthavne der var i delstaten Nordrhein-Westfalen. Det sidste selskab der forsøgte sig var GLOBE, der med et ATR 42 fly fløj til Heringsdorf på Usedom, og Katowice i Polen. Disse lukkede også, og der var nu ingen faste ruteflyvninger i et stykke tid.
Den 5. februar 2007 kom det nystiftede østrigske selskab "SmartLine" til med en rute til Flughafen St. Gallen-Altenrhein i Østrig. Men der var ikke nok efterspørgsel til deres daglige afgange med et Beech 1900 fly, som i øvrigt kun tilbød business-class billetter. Ruten lukkede allerede igen måneden efter.

## Mulig udvidelse
I 2003 blev der afleveret en ansøgning til ministerierne i Nordrhein-Westfalen. Målet med denne ansøgning var at få tilladelse til at udvide banen med 1120 meter, samt at opføre en ny terminal der kunne håndtere 3 millioner passagerer om året. De nuværende 1200 meter landingsbane var alt for kort til at modtage fly som Airbus A320 og Boeing 737.

### For og imod
Mange kritikere mener at den lokale lufthavn er overflødig, når man ser på de mange og store der allerede er i Nordrhein-Westfalen og i forholdsvis kort afstand fra Mönchengladbach. Bl.a. ligger Flughafen Düsseldorf International kun 25 km fra, ligesom lufthavnene i Köln-Bonn og Weeze ligger tæt på.
Tilhængerne og ejerne mener at den vil kunne gøre nytte som aflastning for den store i Düsseldorf. Her skal den bruges til regionale og korte ruter, med en hurtig turnaround-tid på flyene. Men da det største fly de kan benytte på den korte landingsbane er et BAe 146, mente de ikke at ruter kunne gøres rentabelt. Ligesom tilhængerne siger at flere virksomheder vil etablere sig, og på den måde skabe flere arbejdspladser i området. Blandt fortalerne er Mönchengladbachs overborgmester Norbert Bude.

### Fremtiden
Planen om udvidelsen af landingsbanen til 2320 meter blev afvist i 2005 af regionsrådet i Regierungsbezirk Düsseldorf. De begrundede afslaget med at området ikke var godkendt til at håndtere så meget trafik. En vækst fra de daværende 31.000 årlige passagerer, til over én million ville infrastrukturen ikke kunne bære. Ligeledes lagde man vægt på at en udvidelse med mere trafik og større maskiner, ville hæmme væksten og udvidelsesmulighederne hos den internationale lufthavn i Düsseldorf.
I 2007 kom tilhængerne så med et nyt forslag, der betød at landingsbanen nu kunne skulle udvides til 1850 meter. Dette forslag er for nuværende på vej igennem det politiske system.